# اسوتلا اوتستووا
اسوتلا اوتستووا (بلغاری: Светла Оцетова؛ زادهٔ ۲۳ نوامبر ۱۹۵۰) قایقران روئینگ اهل بلغارستان بود.